# Society for Evidence-Based Gender Medicine
Society For Evidence-Based Gender Medicine (SEGM) er en international organisation, der er kendt for sin modstand mod kønsbekræftende behandling for transkønnede unge og for at engagere sig i politisk lobbyisme. SEGM er kendt for misinformation om kønsbekræftende behandling. SEGM har fejlagtigt hævdet, at flertallet af transkønnede børn ikke vedbliver i deres identitet, argumenteret for, at konverteringsterapi bør være førstelinjebehandlingen for dem under 25, og fremmet den videnskabeligt uunderbyggede teori om hurtig indsættende kønsdysfori. SEGM er ofte citeret i anti-transkønnede lovgivning og retssager.
Southern Poverty Law Center har udpeget SEGM som en anti-LGBTQ+ hadegruppe siden 2023 og beskrevet SEGM som "et knudepunkt for pseudovidenskab". Forskere ved Yale School of Medicine udsendte en rapport, der beskrev SEGM som en lille gruppe anti-transaktivister og ikke "en anerkendt videnskabelig organisation". En talsmand for Endocrine Society beskrev dem som "uden for den medicinske mainstream". Et papir offentliggjort i marts 2024 beskrev dem som en "udkantsmedicinsk organisation".